# Paul Broca
Paul Broca, född 28 juni 1824, död 9 juli 1880, var en fransk antropolog och neurolog.
Broca var professor i kirurgi i Paris. Han grundade 1859 det antropologiska sällskapet i Paris och 1867 det antropologiska laboratoriet, som från 1876 blev förbundet med en anstalt för undervisning i antropologi. Broca utarbetade exakta antropologiska mätningsmetoder, undersökte sambandet mellan hjärnans och skallens form, och visade att den tredje vänstra pannvindeln, var språkcentrum. År 1872 grundade Broca Association française pour l'avancement des sciences och blev 1880 ledamot av senaten.  Hans namn tillhör de 72 som är ingraverade på Eiffeltornet.
Bland Brocas skrifter märks Instructions générales pour les recherches anthropologiques (1865, 2:a upplagan 1879), Mémoires sur les caractères physiques de l'homme préhistorique (1869), Mémoires d'anthropologie (4 band, 1871-83), Sur l'origine et la répartition de la langue basque (1875) med flera arbeten.
År 1861 undersökte han en patient med en huvudskada som hade fått en så svår språkstörning att det enda han kunde säga tydligt var "tan". Patienten avled kort därefter och obduktionen visade att ett område i den främre delen av vänstra pannloben var skadat. Detta område fick namnet Brocas område och tänktes ensamt stå för den neuroanatomiska och neuropsykologiska grunden till språket. Fyndet startade också tanken om att hjärnan var höger- och vänsterlateraliserad.